# Sinfonía n.º 14 (Shostakóvich)

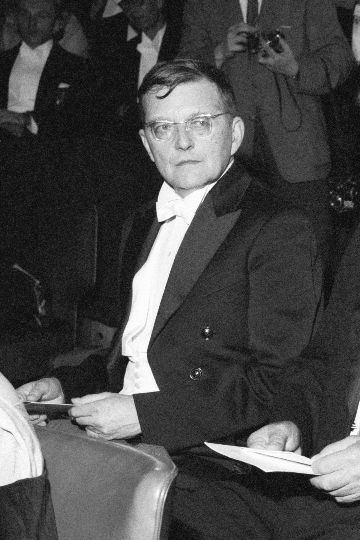
Shostakóvich en 1958.

La Sinfonía n.º 14 en sol menor, Op. 135 fue compuesta por Dmitri Shostakóvich en 1969. La partitura está dedicada a Benjamin Britten.

## Historia

### Composición
La composición de este opus se completó en la primavera de 1969. Se trata de la penúltima contribución del maestro ruso al género sinfónico. Esta obra constituyó una respuesta creativa a Cantos y danzas de la muerte de Modest Músorgski, que Shostakóvich había orquestado en 1962. Ambos compositores abordan el tema de la muerte en diversas imágenes y situaciones. El ciclo de Músorgski sólo contiene cuatro canciones, demasiado pocas para hacer justicia al concepto de Músorgski, según Shostakóvich. Procedió a ampliarlo seleccionando once poemas de Federico García Lorca, Guillaume Apollinaire, Wilhelm Küchelbecker y Rainer Maria Rilke.
En una carta dirigida a Isaak Glikman queda plasmada la gran trascendencia que el compositor concedía a esta obra. Pretendía que esta sinfonía sirviera de contrapeso a la presentación positiva de la muerte en la música y, en parte, intento polemizar con los grandes clásicos que tocaron el tema de la muerte en sus obras:

«Todo lo que he escrito hasta ahora durante estos largos años ha sido una preparación para esta obra (...) 

Recordemos la muerte de Boris Godunov. Cuando... muere, se produce una especie de iluminación. Recuerden Otello de Verdi. Cuando toda la tragedia termina, y Desdémona y Otelo mueren, también experimentamos una hermosa tranquilidad. Recuerden Aida. Cuando se produce la trágica desaparición del héroe y la heroína, se suaviza con una música radiante.»

En Testimonio, Solomon Volkov cita a Shostakóvich comentando sobre esta sinfonía:

«El miedo a la muerte puede ser la emoción más intensa de todas... [Sin embargo], la muerte no se considera un tema apropiado para el arte soviético, y escribir sobre la muerte equivale a limpiarse la nariz con la manga en compañía... Escribí una serie de obras que reflejan mi forma de entender la cuestión, y según me parece, no son obras especialmente optimistas. La más importante de ellas, en mi opinión, es la Decimocuarta Sinfonía; tengo sentimientos especiales por ella... [La gente] lee esta idea en la Decimocuarta: 'La muerte es todopoderosa'. Quieren que el Finale sea reconfortante, que diga que la muerte es sólo el principio. Pero no es un principio, es el verdadero final, no habrá nada después, nada...»

### Estreno y primeras interpretaciones
El estreno se celebró el 29 de septiembre de 1969 en Leningrado por la Orquesta de Cámara de Moscú bajo la batuta de Rudolf Barshái. Cuatro cantantes participaron en las primeras presentaciones de la obra: las sopranos Galina Vishnévskaya y Margarita Miroshnikova, así como los bajos Mark Reshetin y Yevgueni Vladimirov. Miroshnikova y Vladimirov ofrecieron una primera interpretación, antes de los estrenos oficiales de Moscú y Leningrado, pero las fuentes difieren en cuanto a los vocalistas de los estrenos oficiales. La grabación del estreno oficial para la discográfica Melodiya fue con Miroshnikova y Vladimirov. Barshai afirma que Vishnevskaya y Reshetin dieron el estreno en cada ciudad, mientras que la edición de la partitura por MCA atribuye el estreno en Leningrado a Vishnevskaya y Reshetin.
La primera interpretación en el Reino Unido tuvo lugar en 1970 en el Festival de Aldeburgh y fue dirigida por el compositor británico Benjamin Britten, que era además el dedicatario de la sinfonía.

## Instrumentación
La partitura está escrita para solistas soprano y bajo, así como una orquesta de cámara formada únicamente por percusión y cuerda:
- Percusión: cajas chinas, castañuelas, látigos, tom-toms soprano, alto y tenor, xilófono, campanas tubulares y vibráfono. Esta sección de percusión, que cuenta con dos músicos, no incluye instrumentos comunes como timbales, bombo, platillos o triángulo.
- Teclado: celesta.
- Cuerda: una sección de cuerdas con 10 violines, 4 violas, 3 violonchelos y 2 contrabajos de cinco cuerdas.

## Estructura y análisis
La sinfonía consta de once movimientos enlazados: 
- I. Adagio. "De profundis" (Lorca)
- II. Allegretto. "Malagueña" (Lorca)
- III. Allegro molto – Adagio. "Loreley" (Apollinaire)
- IV. Adagio. "Le suicidé" (Apollinaire)
- V. Allegretto. "Les attentives I" (Apollinaire)
- VI. Adagio. "Les attentives II" (Apollinaire)
- VII. Adagio. "À la Santé" (Apollinaire)
- VIII. Allegro. "Réponse des Cosaques Zaporogues au Sultan de Constantinople" (Apollinaire)
- IX. Andante. "O, Del'vig, Del'vig!" (Küchelbecker)
- X. Largo. "Der Tod des Dichters" (Rilke)
- XI. Moderato. "Schlußstück" (Rilke)

La interpretación de esta obra dura aproximadamente 50 minutos. Es la sinfonía más atípica de Shostakóvich; en realidad es un ciclo de canciones para solistas y orquesta de cámara. Cada movimiento es una adaptación de un poema de uno de estos cuatro autores: Federico García Lorca, Guillaume Apollinaire, Wilhelm Küchelbecker y Rainer Maria Rilke. La mayoría de los poemas abordan el tema de la muerte, en particular el de la muerte injusta o prematura, en la línea de las Cantos y danzas de la muerte de Músorgski. Los textos fueron traducidos al ruso. Él mismo eligió textos traducidos al ruso. No obstante, existen otras dos versiones de la obra con los textos traducidos del ruso a sus lenguas originales o al alemán. 
El estilo de la música ya es plenamente representativo de su última etapa. El vocabulario musical es el más avanzado desde las dos primeras y cacofónicas sinfonías-cantata: la Sinfonía n.º 2 "Octubre" y la n.º 3 "Primero de mayo". Aunque básicamente diatónica y transparente desde el punto de vista de la textura, la su escritura es atonal de forma recurrente, con violentos estallidos y un repudio implícito del "realismo socialista". La línea vocal sugiere recitativos acompañados o declamación, incluso Sprechstimme.

### I.Adagio. "De profundis"

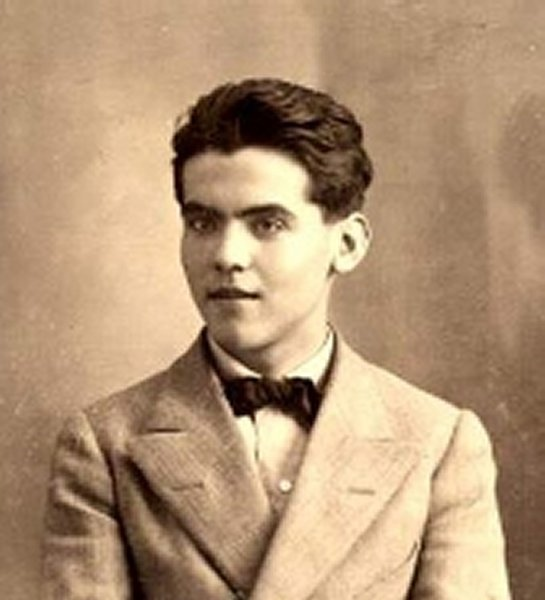
Lorca, autor de dos de los once poemas utilizados en esta sinfonía.

El primer movimiento, marcado Adagio, se titula "De profundis" y está escrito para bajo. Se basa en un poema escrito por Lorca en memoria de "los cien enamorados" que murieron en la guerra civil española. Los violines tocan las primeras notas del Dies irae, que se insertan a continuación en una escritura dodecafónica. Un sombrío tema serpentea, mientras la voz del bajo solista declama sobre un bordón del contrabajo. El canto del bajo es contenido, y permanece en su mayor parte en el registro grave. Este movimiento sirve como una especie de prólogo a todo el conjunto de la sinfonía.

Texto del poema:
Los cien enamorados

duermen para siempre

bajo la tierra seca.

Andalucía tiene

largos caminos rojos.

Córdoba, olivos verdes

donde poner cien cruces,

que los recuerden.

Los cien enamorados

duermen para siempre.
—Federico García Lorca, "De profundis" en Poema del cante jondo, 1921.

### II.Allegretto. "Malagueña"
El segundo movimiento, marcado Allegretto, se titula "Malagueña" y está escrito para soprano sobre un texto de Lorca. Constituye una rápida y aterradora representación del ir y venir de la muerte. Es una danza de la muerte con un ritmo nervioso y espasmódico. La soprano repite en ostinato la frase "La muerte viene y va, y viene y va, y viene y va". Las cuerdas y las castañuelas repiquetean tocando acordes de "guitarra", que evocan un conjunto español acompañando a una danza, la Malagueña. Las castañuelas y un chasquido del látigo conducen sin pausa a la siguiente pieza.

Texto del poema:
La muerte

entra y sale

de la taberna.

Pasan caballos negros

y gente siniestra

por los hondos caminos

de la guitarra.

Y hay un olor a sal

y a sangre [de hembra],

en los nardos febriles

de la marina.

La muerte 

entra y sale

y sale y entra

la muerte

de la taberna.
—Federico García Lorca, "Malagueña" en Poema del cante jondo, 1921.

### III.Allegro molto – Adagio. "Loreley"

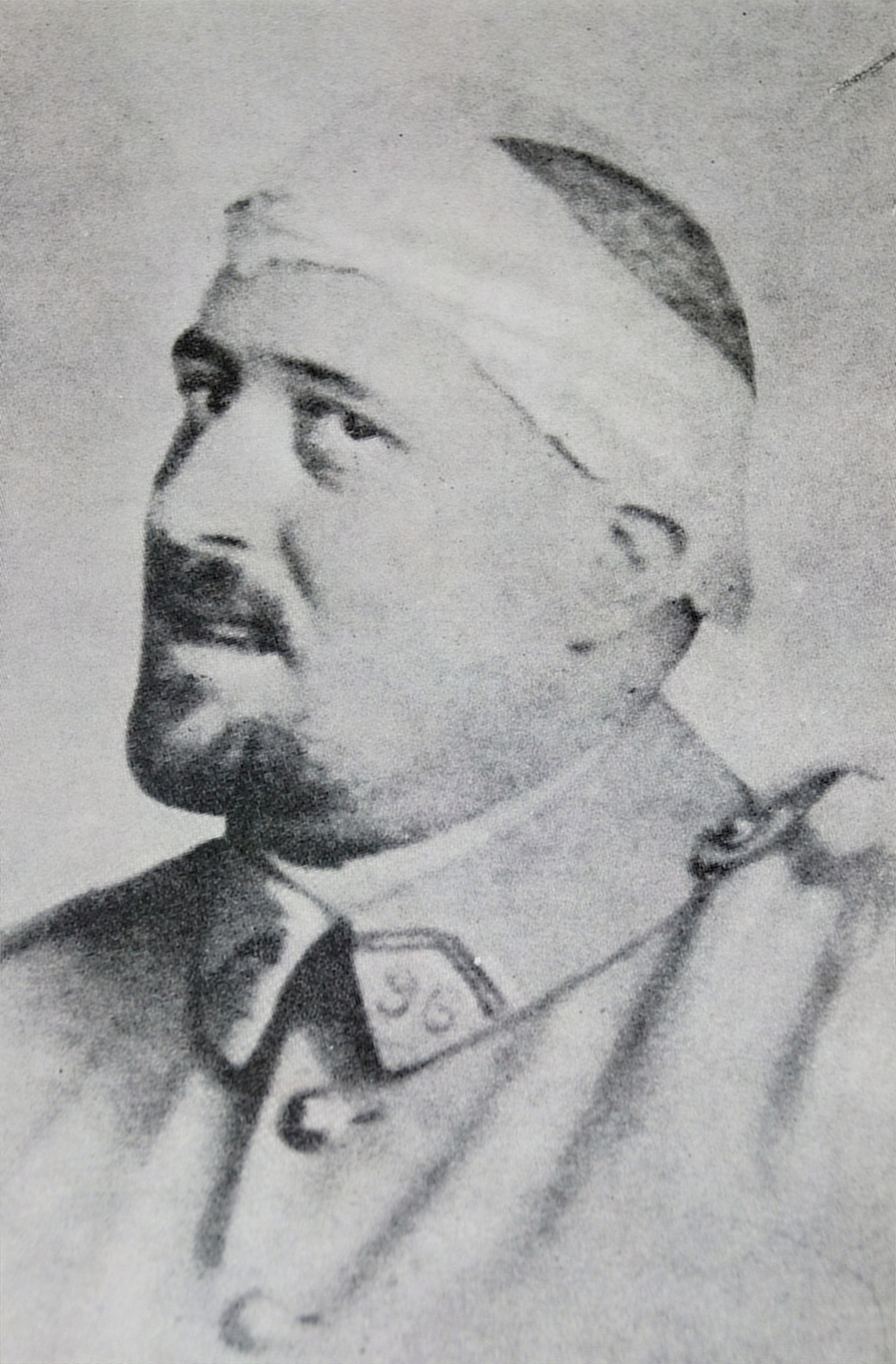
Apollinaire, autor de seis poemas.

El tercer movimiento, marcado Allegro molto, se titula "Loreley" y está escrito para soprano y barítono. Se basa en un poema de Apollinaire, que a su vez está basado en la "Balada de Lorelei" de Clemens Brentano. Se trata de una recreación musical de la leyenda de la ninfa Lorelei, relacionada con el mito de Narciso. Su belleza y su canto hechizaban a los marineros que pasaban junto a la roca y cayó al Rin al ver su reflejo en el agua. 
La pieza describe el conflicto entre el bien –la vida y el amor de Lorelei– y el mal –la voluntad de poder representada por el obispo, los caballeros negros y los verdugos. Establece un diálogo entre Lorelei y un obispo enamorado, que intenta salvar su alma, pero la pierde en el Rin. De repente, la ninfa se precipita desde lo alto de su roca y escapa de sus enemigos muriendo. Las cuerdas se tensan hasta la nota más aguda posible; este glissando termina con el tañido de una campana. La huida de Lorelei está simbolizada por un fugato en canon, cuyo tema dodecafónico utiliza 89 notas.
El episodio termina en Adagio, con la soprano cantando una triste melodía a la que se une la celesta. 

«Pour avoir vu dans l'eau la belle Loreley 

Ses yeux couleurs du Rhin ses cheveux de soleil»
«Por haber visto en el agua a la bella Loreley 

Sus ojos del color del Rin su pelo del color del sol»

Un solo de violonchelo introduce la siguiente pieza.

### IV.Adagio. "Le suicidé"
El cuarto movimiento, marcado Adagio, se titula "Le suicidé" (El suicida) y está escrito para soprano sobre un texto de Apollinaire. Las repeticiones del texto generan una música que se repliega sobre sí misma de forma hipnótica. La orquesta acompaña a la soprano con un marcado timbre camerístico. El violonchelo solista es especialmente relevante, por lo que este movimiento se asemeja a la Primera romanza sobre poemas de Aleksandr Blok. La forma del poema se asemeja a la de la forma rondó en música. La atmósfera de este lamento está "dominada por una aflicción indecible, infinita, que acompaña en el pensamiento a todos aquellos que se han visto obligados a renunciar a la vida prematuramente".

Texto original del poema:
Trois grands lys Trois grands lys sur ma tombe sans croix

Trois grands lys poudrés d'or que le vent effarouche 

Arrosés seulement quand un ciel noir les douche

Majestueux et beaux comme sceptres des rois 

L'un sort de ma plaie et quand un rayon le touche

Il se dresse sanglant c'est le lys des effrois 

Trois grands lys Trois grands lys sur ma tombe sans croix 

Trois grands lys poudrés d'or que le vent effarouche 

L'autre sort de mon coeur qui souffre sur la couche

Où le rongent les vers L'autre sort de ma bouche

Sur ma tombe écartée ils se dressent tous trois 

Tout seuls tout seuls et maudits comme moi je crois

Trois grands lys Trois grands lys sur ma tombe sans croix.
Traducción:

Tres grandes lirios Tres grandes lirios sobre mi tumba sin cruz.

Tres grandes lirios empolvados de oro que el viento espanta 

Regados sólo cuando un cielo oscuro los rocía

Majestuosos y bellos como cetros de reyes 

Uno surge de mi herida y cuando un rayo lo toca

Se levanta sangrienta es el lirio del espanto 

Tres grandes lirios Tres grandes lirios sobre mi tumba sin cruz 

Tres grandes lirios empolvados de oro que el viento espanta 

El otro sale de mi corazón que sufre en el lecho

Donde los gusanos roen El otro sale de mi boca

En mi tumba están los tres 

Todos solos, todos solos y malditos como creo que estoy yo

Tres grandes lirios Tres grandes lirios sobre mi tumba sin cruz.
—Guillaume Apollinaire, "Le suicidé".

### V.Allegretto. "Les attentives I"
El quinto movimiento, marcado Allegretto, se titula "Les attentives I" y está escrito para soprano sobre un texto de Apollinaire. Versa sobre el incesto y la muerte inminente. Este macabro scherzo se basa en un tema dodecafónico. Es interpretado por un xilófono con ritmo de marcha y cuatro tom-toms suenan en respuesta. Conforme a Meyer, el compositor alcanza aquí un punto álgido en su descripción del mal y el fatalismo.

Texto original del poema:
Celui qui doit mourir ce soir dans les tranchées 

C'est un petit soldat dont l'oeil indolemment

Observe tout le jour aux créneaux de ciment 

Les Gloires qui de nuit y furent accrochées

Celui qui doit mourir ce soir dans les tranchées 

C'est un petit soldat mon frère et mon amant

Et puisqu'il doit mourir je veux me faire belle

Je veux de mes seins nus allumer les flambeaux
 
Je veux de mes grands yeux fondre l'étang qui gèle

Et mes hanches je veux qu'elles soient des tombeaux

Car puisqu'il doit mourir je veux me faire belle 

Dans l'inceste et la mort ces deux gestes si beaux 

Les vaches du couchant meuglent toutes leurs roses 

L'aile de l'oiseau bleu m'évente doucement 

C'est l'heure de l Amour aux ardentes névroses 

C'est l'heure de la Mort et du dernier serment

Celui qui doit périr comme meurent les roses

C'est un petit soldat mon frère et mon amant
Traducción:

El que debe morir esta noche en las trincheras 

Es un soldadito que con ojo indolente

Observa todo el día desde las almenas de cemento

Las glorias que, de noche, fueron colgadas

El que debe morir esta noche en las trincheras 

Es un soldadito, mi hermano y mi amante

Y ya que él debe morir quiero hacerme hermosa

Quiero que los senos nudos enciendan las antorchas
 
Quiero que mis grandes ojos fundan el estanque helado

Y mis caderas quiero que sean tumbas

Porque ya que él debe morir quiero hacerme hermosa
 
En el incesto y la muerte estos dos bellos gestos 

Las vacas del atardecer mugen todas sus rosas 

El ala del pájaro azul me abanica suavemente 

Es la hora del Amor con sus ardientes neurosis 

Es la hora de la Muerte y el último juramento

El que debe perecer como mueren las rosas

Es un soldadito, mi hermano y mi amante.
—Guillaume Apollinaire, poema sin título n.º 1 en Les attentives.

### VI.Adagio. "Les attentives II"
El sexto movimiento, marcado Adagio, se titula "Les attentives II" y está escrito para soprano y bajo sobre un breve y conciso poema de Apollinaire. Esta pieza es una continuación directa del anterior. El propio compositor consideraba los dos movimientos como uno solo. El canto se sustituye por la risa, luego por el sollozo. Un ostinato en el xilófono acompaña las palabras "Es aquí donde chasqueo los dedos...".

Texto original del poema:
Mais Madame écoutez-moi donc

Vous perdez quelque chose 

– C'est mon coeur pas grand-chose

Ramassez-le donc 

Je l'ai donné je l'ai repris

Il fut là-bas dans les tranchées

Il est ici j'en ris j'en ris

Des belles amours que la mort a fauchées.
Traducción:

Pero Madame, escúcheme

Ha perdido algo. 

– Es mi corazón, no gran cosa.

Recójalo pues

Lo regalé, lo recuperé

Estaba allí en las trincheras

Está aquí me río, me río 

De los bellos amores que la muerte segó.
—Guillaume Apollinaire, poema sin título n.º 2 en Les attentives.

### VII.Adagio. "À la Santé"
El séptimo movimiento, marcado Adagio, se titula "À la Santé" (En la Prisión de La Santé) y está escrito para bajo. Apollinaire escribió este poema mientras estaba en la Prisión de La Santé en París, acusado de complicidad porque uno de sus conocidos había robado unas estatuillas del Museo del Louvre. Con este poema, Shostakóvich retransmite el sufrimiento de su amigo Vsévolod Meyerhold en su celda, torturado y luego fusilado en 1940. Refleja la desesperación solitaria del "Lázaro entrando en la tumba en vez de salir como salió", con un largo interludio inquietante en pizzicato. El hecho de que el héroe del poema no sea otro que el poeta es menos evidente en la traducción rusa, la utilizada por el compositor, que en la versión original. Sólo cabe sospechar que no se trata de un delincuente ordinario, sino de un "preso por razones de conciencia". Es el movimiento más "sinfónico" de la Decimocuarta; la sección central presenta una fuga dodecafónica, interpretada por las cuerdas tanto pizzicato como col legno.

Texto original del poema:

Avant d'entrer dans ma céllule

Il a fallu me mettre nu

Et quelle voix sinistre ulule

Guillaume qu'es-tu devenu

Le Lazare entrant dans la tombe

Au lieu d'en sortir comme il fit

Adieu adieu chantante ronde

O mes années ô jeunes filles
Traducción:

Antes de entrar en mi celda

Tuve que desnudarme

Y qué voz siniestra ulula

Guillaume en qué te has convertido

El Lázaro entrando en la tumba

En vez de salir como salió

Adiós adiós cantando ronda

Oh mis años oh jovencitas.
—Guillaume Apollinaire, poema sin título, 1911, aparece en Alcools y en À la Santé, n.º 1.

### VIII.Allegro. "Réponse des Cosaques Zaporogues au Sultan de Constantinople"
El octavo movimiento, marcado Allegro, se titula "Réponse des Cosaques Zaporogues au Sultan de Constantinople" (Respuesta de los cosacos de Zaporiyia al sultán de Constantinopla) y está escrito para bajo sobre un texto de Apollinaire. En los versos de Apollinaire, llenos de indignación y obscenidad, se vilipendia a un monarca. Se trata de un diálogo in absentia entre el autor y Stalin. Con reminiscencias de la música del Scherzo de la Sinfonía n.º 10, Shostakóvich pinta aquí un retrato grotesco de Stalin. En términos generales, es una protesta contra los tiranos que son despiadados con su pueblo. Los cosacos de Zaporiyia maldicen al sultán: "Más criminal que Barrabás", "Cornudo como los ángeles malignos", "Alimentado de inmundicia y fango", "Pescado podrido de Salónica", "Largo collar de sueños espantosos". Los insultos se vuelven cada vez más incisivos; la música se eleva y alcanza su punto álgido en los versos "Tu madre se tiró un pedo / Y tú naciste de su cólico".

Texto original del poema:

Plus criminel que Barabbas

Cornu comme les mauvais anges

Quel Belzébuth es-tu là-bas

Nourri d'immondice et de fange

Nous n'irons pas à tes sabbats

Poisson pourri de Salonique

Long collier des sommeils affreux

D'yeux arrachés à coup de pique

Ta mère fit un pet foireux

Et tu naquis de sa colique

Bourreau de Podolie Amant
 
Des plaies des ulcères des croûtes

Groin de cochon cul de jument

Tes richesses garde-les toutes

Pour payer tes médicaments
Traducción:

Más criminal que Barrabás

Cornudo como los ángeles malignos

Qué Belcebú eres ahí

Nutrido de inmundicia y de fango

No iremos a tus sabbats

Pescado podrido de Salónica

Largo collar de espantosos sueños

De ojos arrancados a golpes de pica

Tu madre se tiró un pedo

Y tú naciste de su cólico

Verdugo de Podolia amante

De las llagas de las úlceras de las costras

Morro de cerdo, culo de yegua

Tus riquezas guárdalas todas 

Para pagar tus medicamentos
—Guillaume Apollinaire, "Réponse des cosaques zaporogues au sultan de Constantinople".

### IX.Andante. "O, Del'vig, Del'vig!"

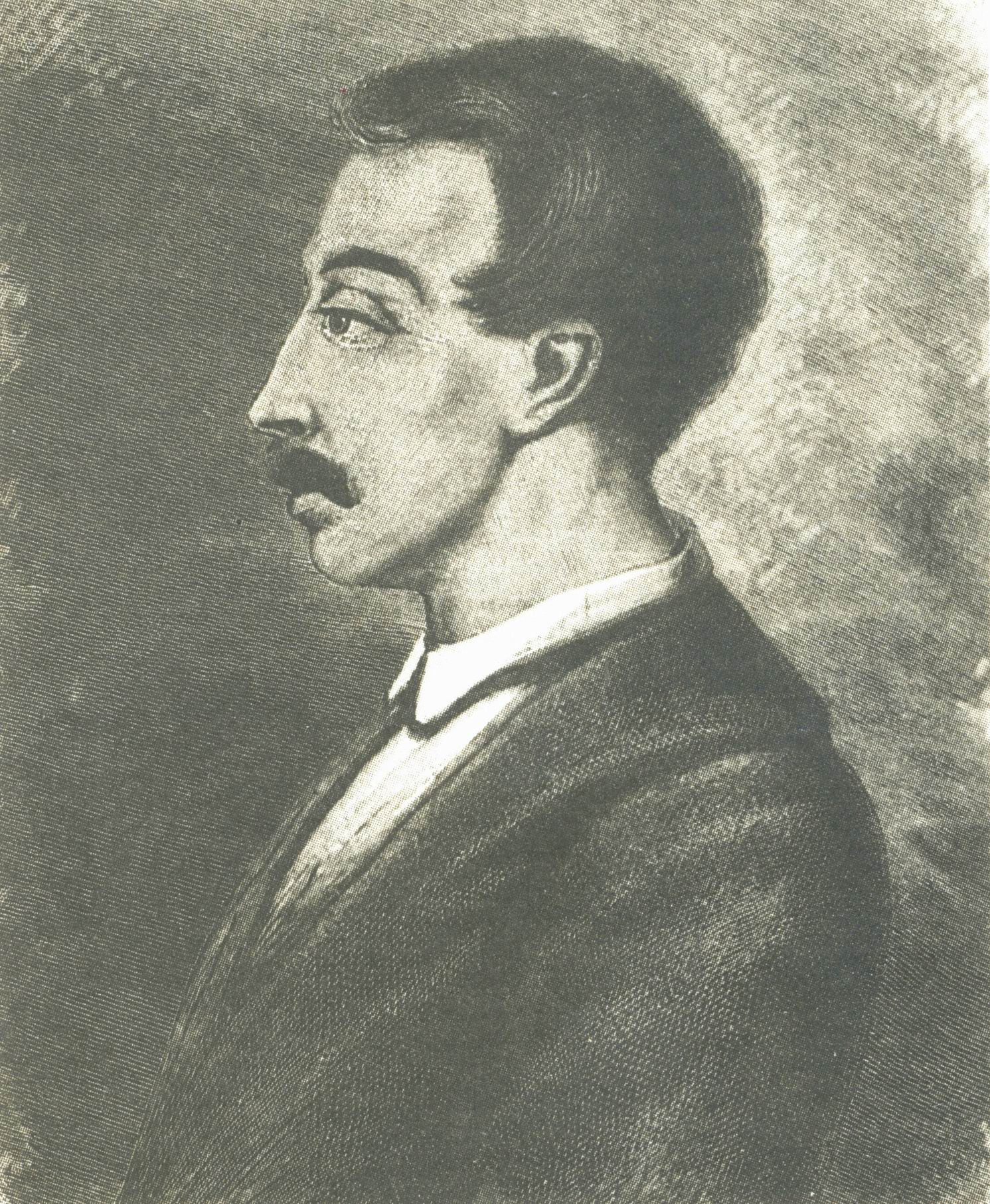
Küchelbecker, autor del poema en que se basa el movimiento IX.

El noveno movimiento, marcado Andante, se titula "O, Del'vig, Del'vig!" y está escrito para bajo. El texto de Küchelbecker va dirigido al poeta camarada Antón Délvig. Este movimiento, escrito en re bemol mayor, es el más tonal de toda la sinfonía y actúa como catarsis. Es un conmovedor lamento lírico desde la cárcel contiene el único rayo de luz de la obra. Hay un epílogo de cuerda antes de pasar a la siguiente pieza.

Texto original del poema:

О Дельвиг, Дельвиг! Что награда

И дел высоких и стихов?

Таланту что и где отрада

Среди злодеев и глупцов?

В руке суровой Ювенала

Злодеям грозный быч свистит

И краску гонит с их ланит.

И власть тиранов задрожала.

О Дельвиг, Дельвиг, что гоненья?

Бессмертие равно удел

И смелых вдохновенных дел

И сладостного песнопеня!

Так не умрёт и наш союз,

Свободный, радостный и гордый!

И в счастье и в несчастье твёрдый

Союз любимцев вечных муз!
Traducción:

¡Oh Delvig, Delvig! ¿Dónde está la recompensa

para las bellas acciones y para la poesía?

¿Qué sitio hay para el talento

en medio de gamberros y necios?

En la austera mano de Juvenal

el temible azote silba sobre los gamberros

quitándoles el color de las mejillas.

Y el poder de los tiranos se tambaleó.

Oh Delvig, Delvig, ¿qué es la persecución?

La inmortalidad es la recompensa

para las acciones nobles y valientes

o para los dulces cantos poéticos.

Así, nuestro vínculo no morirá nunca,

valiente, gozoso y libre!

En la alegría como en el dolor,

fuerte es el vínculo de los amantes de la musa eterna.
—Wilhelm Küchelbecker, "O, Del'vig, Del'vig!".

### X.Largo. "Der Tod des Dichters"

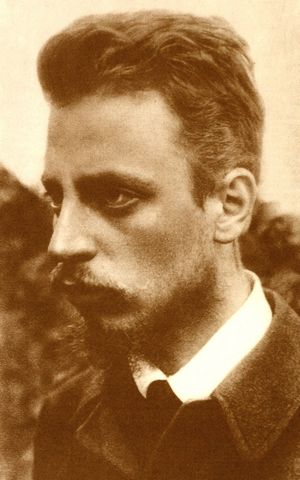
Rilke, autor de dos poemas.

El décimo movimiento, marcado Largo, se titula "Der Tod des Dichters" (La muerte del poeta) y está escrito para soprano sobre un texto de Rilke. Los violines, en el registro más agudo, interpretan una sinuosa línea musical. Repiten el tema del Dies irae, ya escuchado en el movimiento inicial "De profundis". Luego entran en diálogo con la soprano, que contempla el cadáver.

Texto original del poema:

Er lag. Sein aufgestelltes Anglitz war

bleich und verweigernd in den steilen Kissen,

seitdem die Welt und dieses Von-ihr-Wissen,

von seinen Sinnen abgerissen,

zurückfiel an das teilnahmslose Jahr.

Die, so ihn leben sahen, wußten nicht,

wie sehr er Eines war mit allem diesen;

denn Dieses: diese Tiefen, diese Wiesen

und diese Wasser waren sein Gesicht.

O sein Gesicht war diese ganze Weite,

die jetzt noch zu ihm will und um ihn wirbt,

und seine Maske, die nun bang verstirbt,

ist zart und offen wie die Innenseite

von einer Frucht, die an der Luft verdirbt.
Traducción:

Él yacía. Su rostro era pálido

y despectivo, apoyado en la almohada inclinada,

desde que el mundo y ese "saberlo-todo de él",

arrancado de sus sentidos,

volvió a caer en el año indiferente.

Aquellos que le vieron en vida, no supieron

como él era todo uno con todo esto,

pues estas profundidades, estas praderas

y esa agua eran su rostro.

Oh, su rostro era ese vasto horizonte

que, ahora todavía, quiere ir a su encuentro y lo corteja.

Y su máscara que ahora muere temerosamente

es tierna y abierta como el interior

de una fruta que se pudre en el aire.
—Rainer Maria Rilke, "Der Tod des Dichters", aparece en Neue Gedichte, 1892.

### XI.Moderato. "Schlußstück"
El decimoprimer movimiento, marcado Moderato, se titula "Schlußstück" (Conclusión) y está escrito para soprano y bajo sobre un texto de Rilke. Shostakóvich abrevió y modificó el poema de Rilke. Es el único movimiento de la sinfonía en el que los dos cantantes forman un dúo. Ambos solistas cantan al unísono sobre castañuelas y pizzicati de cuerda la inmensidad de la muerte. Esta pieza de apenas veinticuatro compases arranca con un pianissimo apenas perceptible. Se eleva hasta un fortissimo, en el que un acorde densamente disonante se repite cada vez más rápido. De repente, todo se detiene, como si fuera un ataque al corazón.

Texto original del poema:

Der Tod ist groß. 

Wir sind die Seinen

lachenden Munds. 

Wenn wir uns mitten im Leben meinen,

wagt er zu weinen

mitten in uns.
Traducción:

La muerte es grande.

Nosotros pertenecemos a ella,

con la boca riendo.

Cuando creemos estar en medio de la vida,

ella se atreve a llorar --

dentro de nosotros.
—Rainer Maria Rilke, "Schlußstück", aparece en Das Buch der Bilder, 1920.

## Discografía selecta
| Año    | Dirección         | Orquesta                               | Solistas (soprano, bajo)                  | Sello    |
| ------ | ----------------- | -------------------------------------- | ----------------------------------------- | -------- |
| 1969*  | Rudolf Barshái    | Orquesta de Cámara de Moscú            | Galina Vishnévskaya, Mark Reshetin        |          |
| 1974   | Kiril Kondrashin  | Orquesta Filarmónica de Moscú          | Yevgenia Tsolovalnik, Yevgueni Nesterenko | Melodiya |
| 1976   | Leonard Bernstein | Orquesta Filarmónica de Nueva York     | Teresa Koubiak, Isser Bouchkine           | Sony     |
| 1980** | Bernard Haitink   | Orquesta Real del Concertgebouw        | Julia Varady, Dietrich Fischer-Dieskau    | Decca    |
| 2009   | Teodor Currentzis | MusicAeterna                           | Julia Korpacheva, Piotr Migounov          | Alpha    |
| 2013   | Vasili Petrenko   | Royal Liverpool Philharmonic Orchestra | Gal James, Alexander Vinogradov           | Naxos    |

- (*) Estreno el 6 de octubre de 1969 en Moscú.
- (**) Los poemas se cantan en su idioma original.